# 중앙아프리카 공화국 리그
중앙아프리카 공화국 리그(Central African Republic League)는 1968년 창설된 중앙아프리카 공화국의 최상위 축구 리그이다. 중아공 축구 관리 기구인 중앙 아프리카 축구 연맹의 승인을 받아 설립 되었다.